# Dolea, Svatove
Dolea (în ucraineană Доля) este un sat în comuna Verhnea Duvanka din raionul Svatove, regiunea Luhansk, Ucraina.

## Demografie
Componența lingvistică a localității Dolea
     Ucraineană (100%)
Conform recensământului din 2001, toată populația localității Dolea era vorbitoare de ucraineană (100%).